# Челламаре
Челлама́ре (итал. Cellamare) — коммуна в Италии, располагается в регионе Апулия, в провинции Бари.
Население составляет 5507 человек (2008 г.), плотность населения составляет 1101 чел./км². Занимает площадь 5 км². Почтовый индекс — 70010. Телефонный код — 080.
Покровителем коммуны почитается святой Аматор Кордовский, празднование  30 апреля.

## Демография
Динамика населения:

## Администрация коммуны
- Официальный сайт: http://www.comune.cellamare.ba.it/